# 城願寺のビャクシン

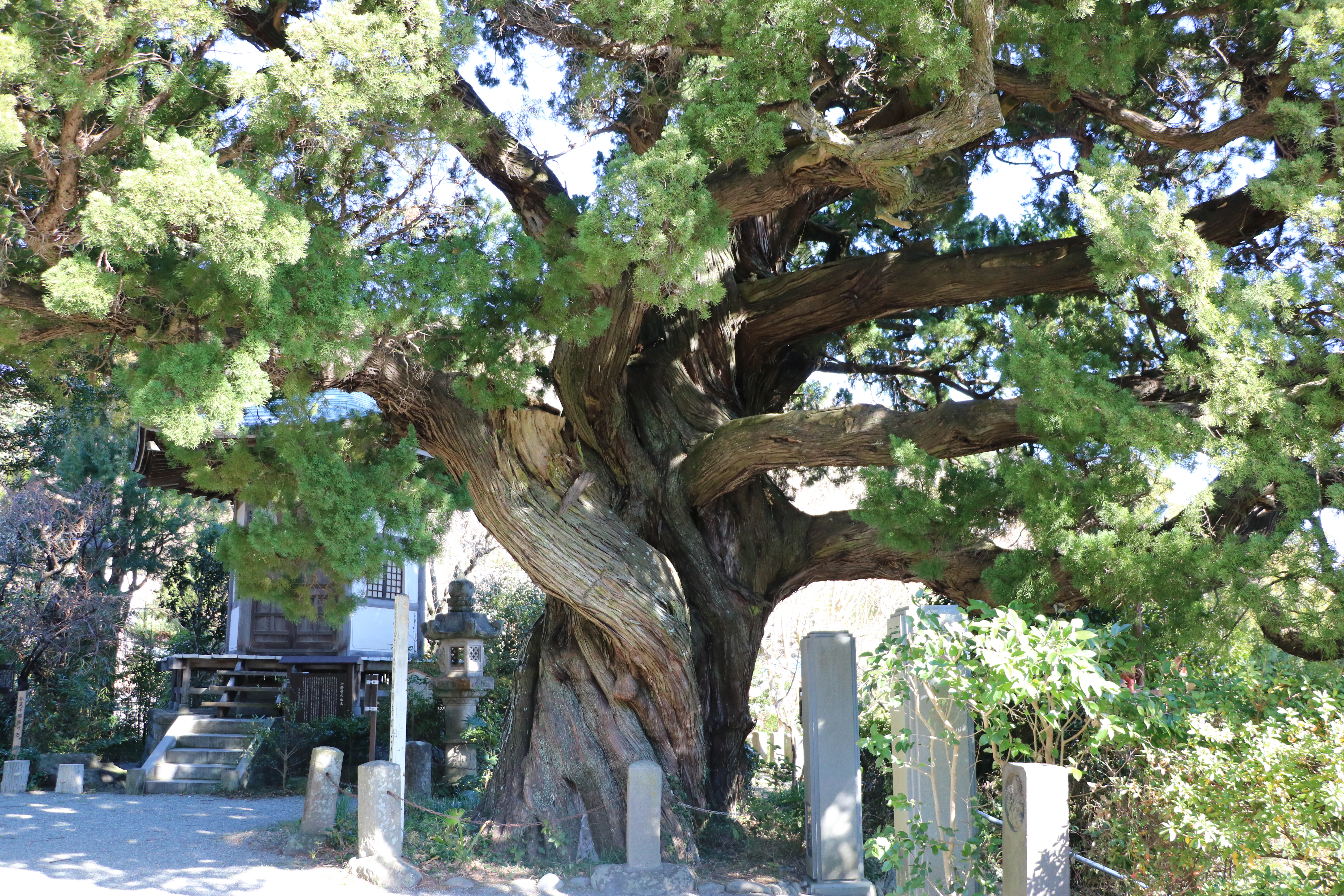
城願寺のビャクシン。2024年1月17日撮影。

城願寺のビャクシン（じょうがんじのビャクシン）は、神奈川県足柄下郡湯河原町にある曹洞宗寺院城願寺の境内に生育する、国の天然記念物に指定されたイブキ（ビャクシン）の巨樹である。
ビャクシン（柏槇）はヒノキ科ビャクシン属の常緑高木で、正式名称はイブキ（伊吹、学名：Juniperus chinensis）である。国の天然記念物に指定されたビャクシン（以下イブキと表記）は、個体、樹叢を合わせ日本全国に10件あり、城願寺のビャクシンはそのうちの1件である。
城願寺が開山された鎌倉時代の初期、相模国から伊豆国にかけた地域の有力武将であった土肥実平によって植えられたものと伝わり、推定される樹齢は800年を超す老樹である。イブキの巨樹として日本国内有数の個体であり、1939年（昭和14年）9月7日に国の天然記念物に指定された。

## 解説

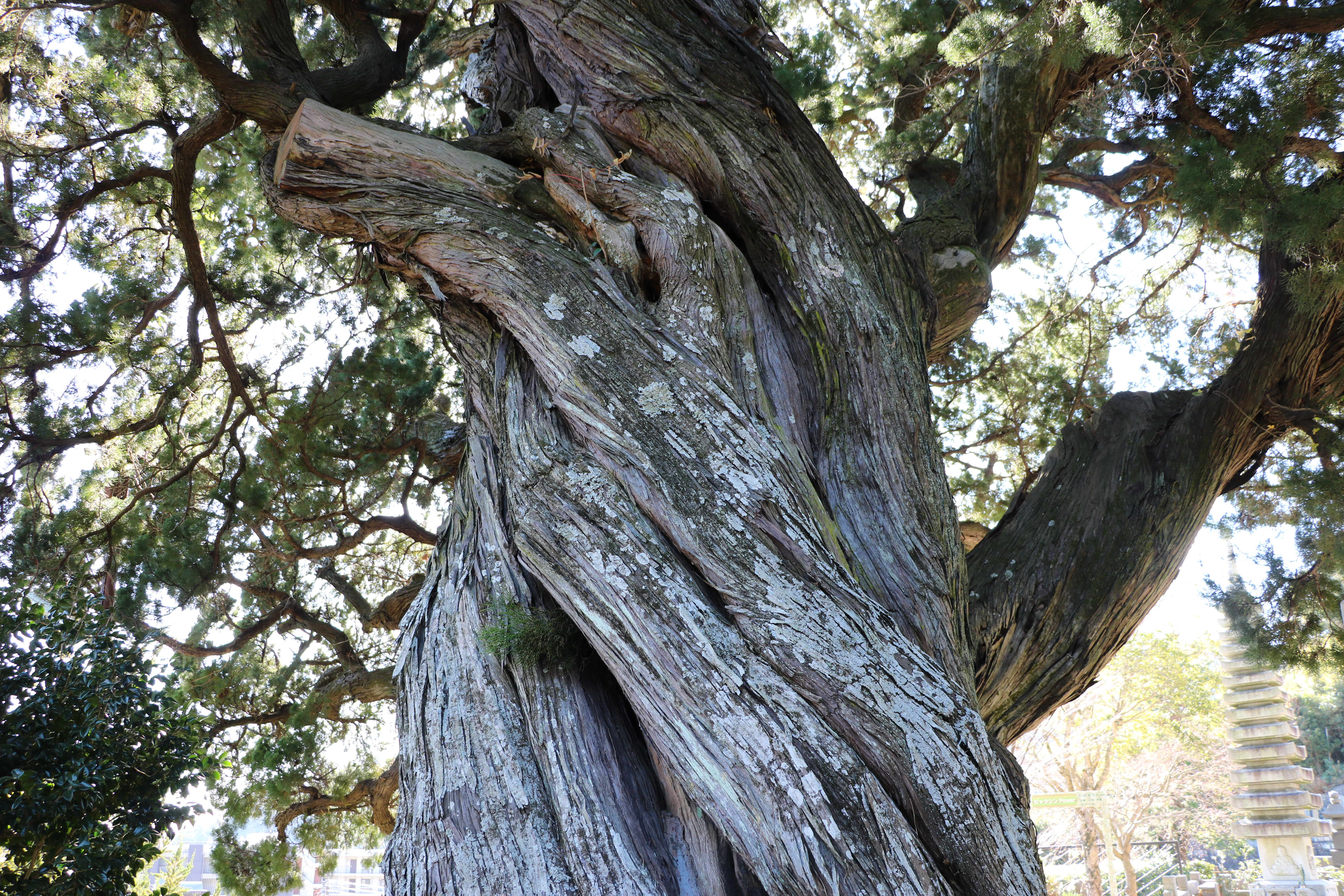
特徴的な捻じれた主幹。2024年1月17日撮影。

城願寺のビャクシンは、湯河原温泉で知られる神奈川県の南西部に位置する足柄下郡湯河原町にある曹洞宗寺院、城願寺の境内に生育している。城願寺は湯河原町の中心市街地の北側、箱根火山外輪山の南麓に位置し、背後の山にはクスノキの樹林帯や豊なコケ類の群落が存在しており、JR東海道本線湯河原駅の北側へ200メートル程と湯河原町の中心部にもほど近く、相模灘を見下ろすことのできる傾斜地に位置している。
国の天然記念物に指定された城願寺のビャクシンは、城願寺の山門をくぐり石段を登り切った右手、本堂前の広場の東隅に生育している。根元の周囲は約8.5メートル、目通り幹囲約6.3メートル、樹高は約20メートルに達するイブキの巨樹である。主幹の樹皮表面には多数の縦すじが分かれ、主幹は全体的に緩く右に巻きながら、捻じれるように上方へ伸びており、北側に一部脱落した部分があるものの樹勢は健全で、4本の大きな枝に分かれ、さらに多数の小枝が伸びている。
国の天然記念物指定に先立ち、1937年（昭和12年）6月26日に現地調査を行った植物学者の三好学は、4つの大枝の広がる枝張りを根元から計測しており、それによれば東方の枝張り約6メートル、西方の枝張り約8メートル、南方の枝張り約11メートル、北方の枝張り約6メートルであった。南側の枝張りが大きいため、樹幹全体が南方に傾いているように見え、参道の石段を覆うように広がっている。現地調査時に三好が寺院関係者へ聞き取ったところ、ビャクシン樹の北側に隣接してモウソウチクの竹藪が昔からあったため、北側面への枝張りの成長が妨げられていたというが、この竹藪は三好の調査の前年に伐採されている。三好の調査報告により城願寺のビャクシンは、当時の保存要目第一「名木、巨樹、老樹」として、1939年（昭和14年）9月7日に国の天然記念物に指定された。
寺伝によれば城願寺は土肥実平により創建されたといわれる。土肥実平は治承4年（1180年）の石橋山の戦いで敗れた源頼朝を救い、共に逃げ延び、源氏再興に大きな功績のあった頼朝七騎の一人で、今日の湯河原駅から城願寺にかけた場所に本拠地があったとされており、城願寺には土肥一族の墓所があり、湯河原駅周辺市街地の地名も土肥である。城願寺のビャクシンは土肥実平の手植えとも、源頼朝の手植えとも言われ、実平は自分の植えたビャクシンの保護を続けるよう子孫に命じたと言われている。
近年では実平や頼朝の強運にあやかり、鎌倉幕府開運街道トリプルパワースポットとして湯河原町内に3か所のパワースポットが設けられ、城願寺のビャクシンはその一つとして「柏槙（びゃくしん）パワー」と名付けられ、ビャクシン樹の傍らに「ビャクシンpower」と書かれた記念撮影用のパネルが設置されている。

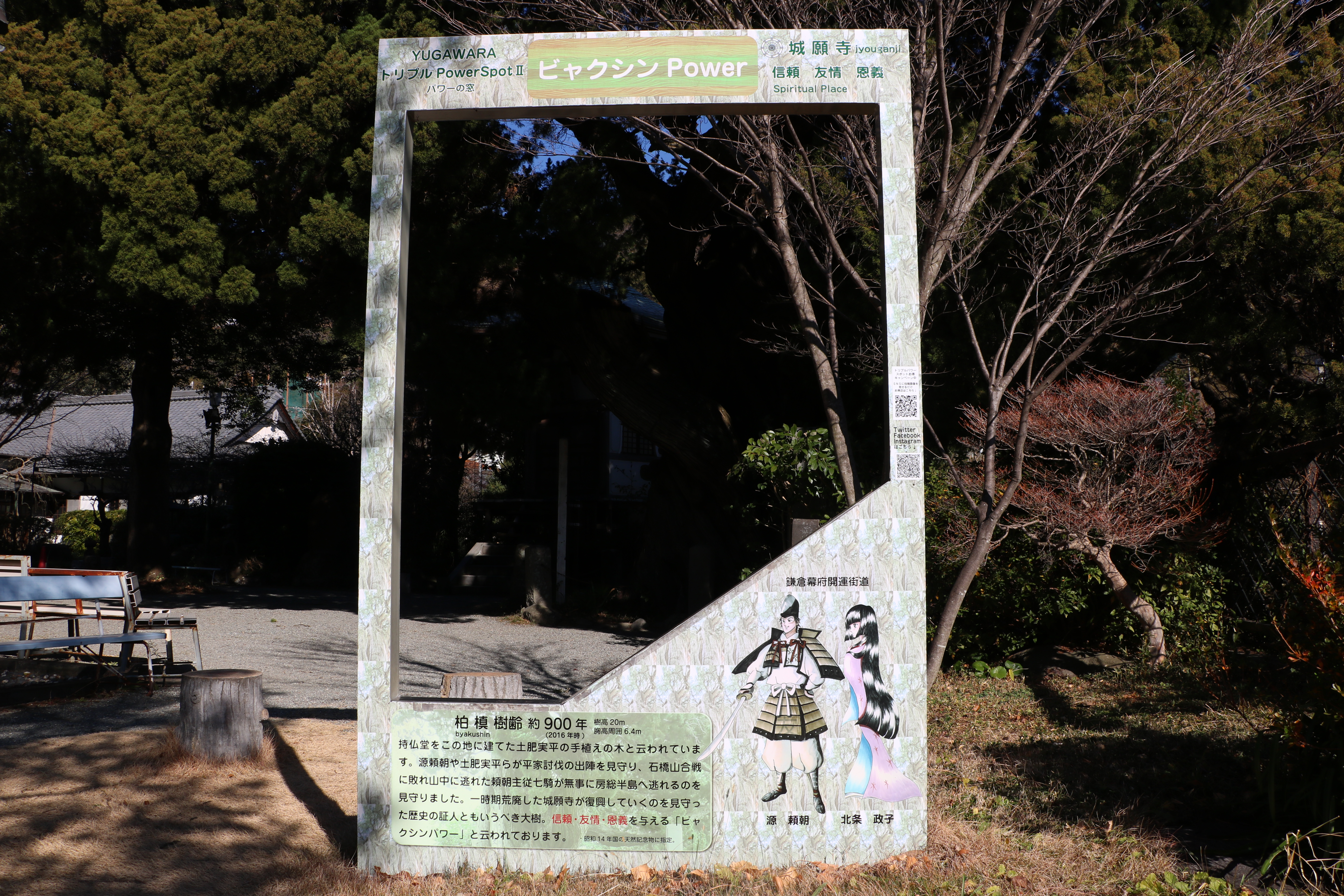
「ビャクシンpower」大型フォトフレーム。2024年1月17日撮影。
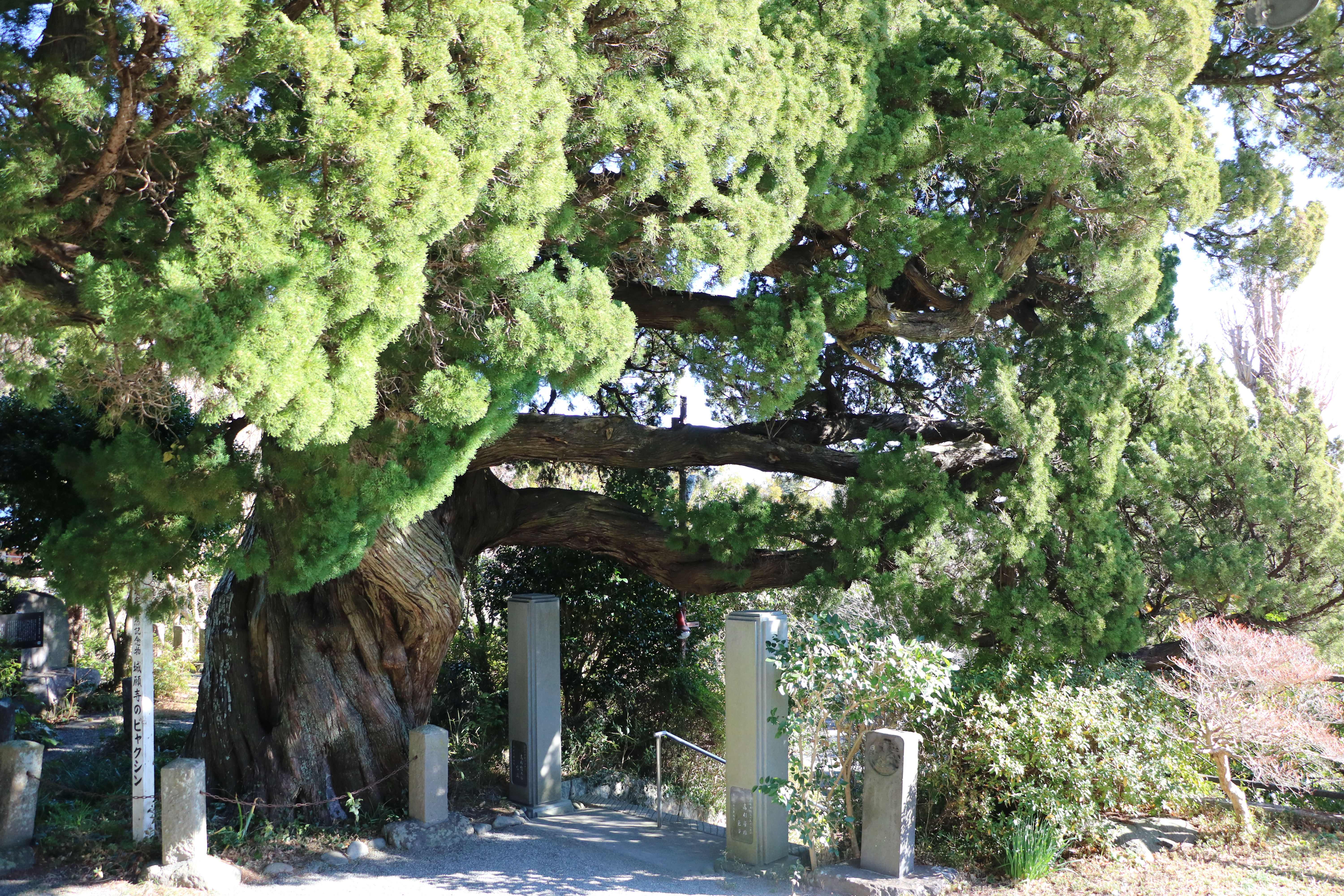
南側（画像右手）に大きく枝が張る。2024年1月17日撮影。
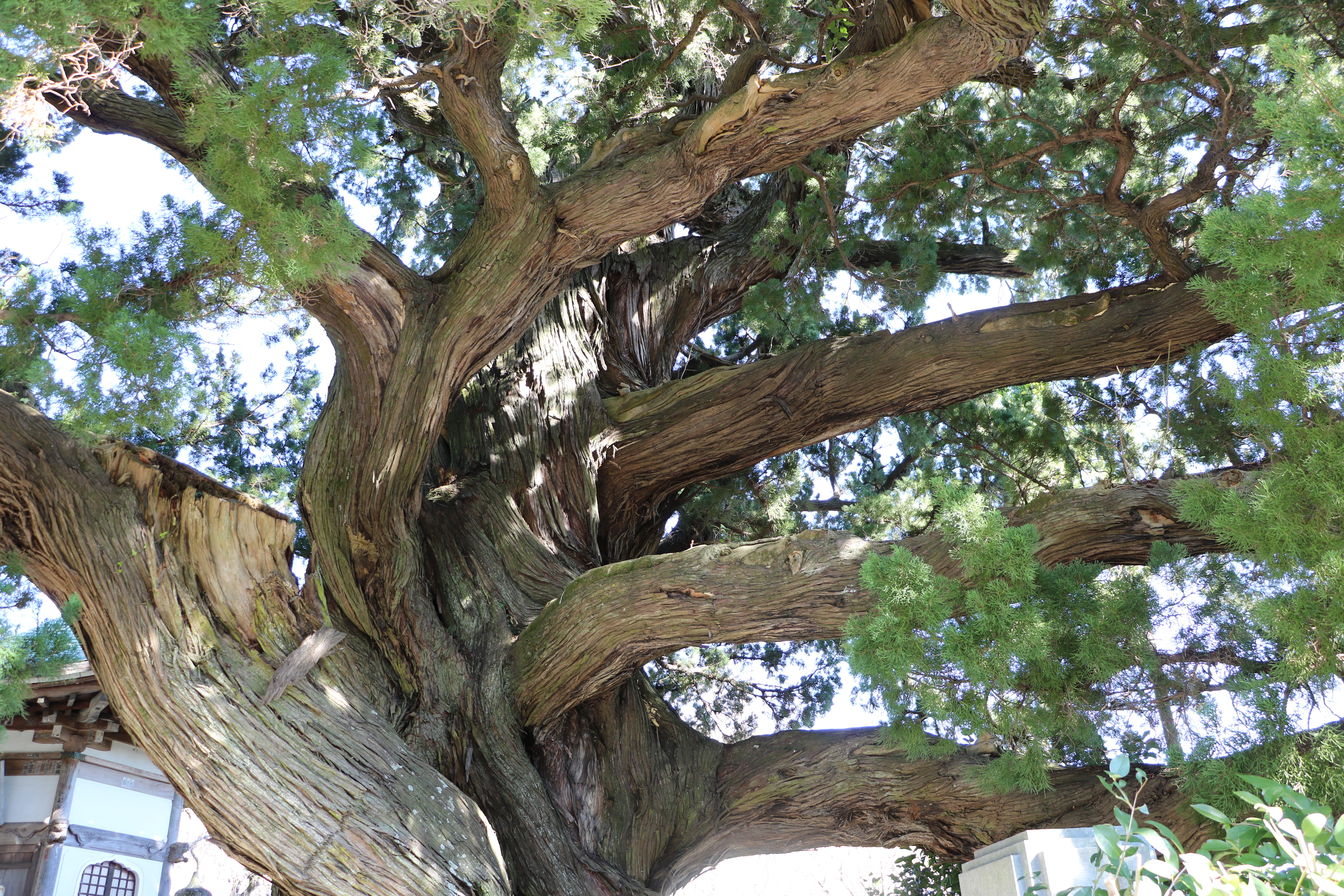
4つの大枝の広がる枝張り。2024年1月17日撮影。

## 交通アクセス
所在地
- 神奈川県足柄下郡湯河原町城堀252[6]。

交通
- JR東海道本線湯河原駅より車で約2分、徒歩約8分[15]。